# Israel Simon
Israel Simon (* 10. April 1807 in Hannover; † 18. September 1883 in Wien) war ein Bankier und Vize-Konsul der Vereinigten Staaten. Er galt als erster Bankier Hannovers und Mitte des 19. Jahrhunderts als einer der reichsten Männer im Königreich Hannover. Simon war Oberkommerzrat und überzeugter Anhänger und Bankier des letzten hannoverschen Königs Georg V.

## Leben
Simon entstammte einer seit Anfang des 18. Jahrhunderts in Hannover ansässigen jüdischen Familie. Sein Ur-Ahn Michael David wurde 1714 Kammeragent von Georg I., Kurfürst von Hannover.
1857–59 ließ er sich von Christian Heinrich Tramm ein schlossähnliches Palais an der Brühlstraße/Ecke Escherstraße errichten, das Palais Simon. Ebenfalls 1859 stiftete er ein Waisenhaus für jüdische Knaben.

Simonsplatz in Hannover

Wiederholt hatte Simon sowohl die Stadt Hannover als auch die jüdische Gemeinde mit Schenkungen bedacht. Darunter befand sich der 1875 in der Calenberger Neustadt nach ihm benannte Simonsplatz nebst dem von ihm gestifteten Brunnen (ehemalige Lage: heutige Goethestraße/Ecke Leibnizufer) und die in der Nähe gelegene ehemalige Simonstraße.
1866 soll Israel Simon angeblich der Stadt Hannover 10.000 Taler zu den Besatzungskosten durch die preußischen Truppen vorgestreckt haben. Die Eingliederung des Königreichs Hannover durch Preußen hatte Simon zutiefst verletzt: 1867 wurde er nach einer Hausdurchsuchung festgenommen und in der Hausvogtei in Berlin inhaftiert, offenbar im Zusammenhang mit Finanztransaktionen für die im Auftrag Georgs V. erst in Holland, dann in Frankreich aufgestellte „Welfenlegion“. Gegen eine Kaution von 10.000 Talern wurde Simon jedoch wieder freigelassen.
Simon folgte seinem König ins Exil nach Wien, wo er diesen uneigennützig in Vermögensangelegenheiten beriet. Im Sommer 1867 siedelte Simon nach Wien über, um in der Nähe des dort im Exil lebenden hannoverschen Königs zu sein.

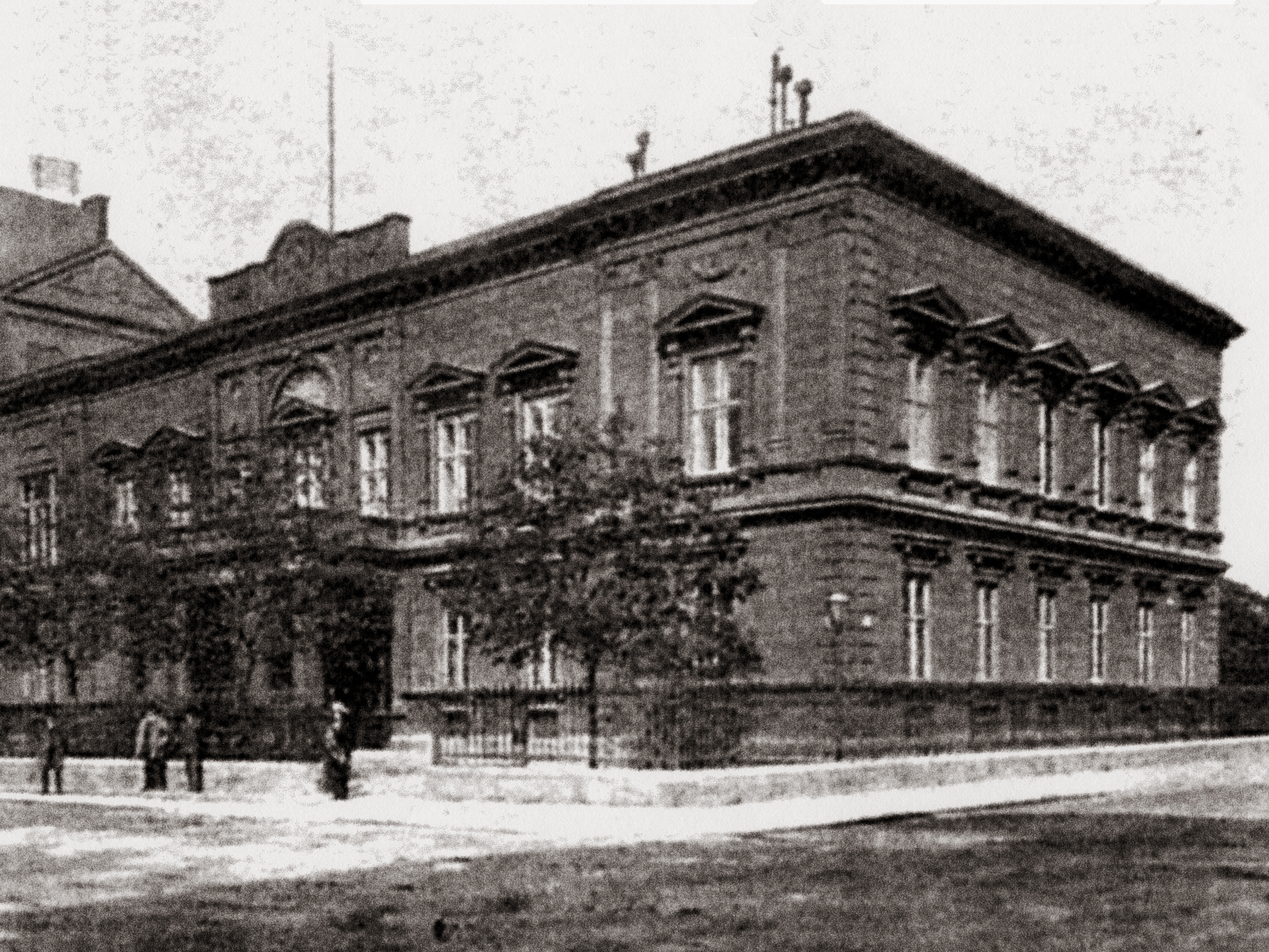
Palais Simon in Wien um 1900 (heute russische Botschaft)

Er gründete in Wien wieder ein Bankhaus und ließ sich 1872–1873 ein Palais im Stil der Wiener Neorenaissance vom berühmten Architekten Alois Maria Wurm-Arnkreuz errichten.
Ob er an der Finanzierung der sich mit dessen Zustimmung bildenden welfischen Legion beteiligt war, lässt sich nur vermuten. Jedenfalls verlor er sein großes Vermögen »durch Unglücksfälle«, wie Gronemann schreibt. Er fiel in Ungnade und starb verarmt.
Das Palais Simon in Hannover wurde nach 1866 von verschiedenen Einrichtungen der Wirtschaft genutzt. 1876 kaufte es der Gewerbeverein als Vereinshaus. Es wurde während der Luftangriffe auf Hannover schwer beschädigt und später zwecks Verbreiterung der Brühlstraße für eine autogerechte Stadt durch den Stadtbaurat Rudolf Hillebrecht abgerissen.

## Familie
Seine Kinder heiraten beide in die berühmte Hoffaktorenfamilie Kaulla ein. Tochter Paula (1848–1876) war in Darmstadt verheiratet mit Wilhelm Otto Wolfskehl (1841–1907), Sohn des Bankiers Joseph Carl Theodor Wolfskehl (1814–1863) und der Hannchen Johanna Kaulla (1820–1894). Sohn Eduard heiratet in Wien Betty Elise Kaulla (1857–1933), Tochter des Ferdinand Kaulla (1827–1881) und der Fanny Wertheim (1830–1891).